# Almost but Not Quite There
Almost But Not Quite There è un singolo del gruppo britannico Traffic Jam pubblicato nel 1967 da Picadilly in formato 7".

## Descrizione
Nel gennaio del 1967 il gruppo musicale The Spectres cambia nome in Traffic. Tuttavia il gruppo viene confuso coi Traffic di Steve Winwood, anch'essi formatisi da poco. I giornali britannici danno molto spazio alla omonimia tra le due band, ma Francis Rossi e compagni sono costretti a modificare il loro nome in Traffic Jam quando il gruppo di Steve Winwood sale in cima alle classifiche con l'album Paper Sun.
Il manager del gruppo, Pat Barlow, cerca comunque di capitalizzare al massimo l'effetto pubblicitario determinato dalla contesa con Winwood, e i Traffic Jam pubblicano nel mese di giugno il singolo Almost But Not Quite There, brano che li avvicina alla corrente psichedelica.
La BBC, tuttavia, ritiene il testo troppo allusivo e per questa ragione omette di trasmettere il pezzo impedendone la diffusione al grande pubblico. Al pari dei 45 giri precedenti, anche questo singolo non entra nelle classifiche britanniche.

## Tracce
1. Almost But Not Quite There – 2:45 (Barlow, Rossi)
2. Wait Just a Minute – 2:12 (Lynes)

## Formazione
- Francis Rossi (chitarra solista, voce)
- Alan Lancaster (basso, voce)
- Roy Lynes (organo, pianoforte)
- John Coghlan (percussioni)